# Parlamentswahl in Andalusien 2022
- PorA: 5
- AA: 2
- PSOE: 30
- Cs: 0
- PP: 58
- VOX: 14

Die Parlamentswahl in Andalusien 2022 fand am Sonntag, den 19. Juni 2022, statt, um das Parlament der autonomen Gemeinschaft Andalusien zu wählen. Alle 109 Sitze im Parlament standen zur Wahl. Die Wahl 2018 führte zur ersten Mehrheit für rechtsgerichtete Parteien in Andalusien seit 36 Jahren und ebnete den Weg für eine alternative Regierung zum Partido Socialista Obrero Español (PSOE), obwohl diese Partei die am meisten gewählte politische Kraft in der Region blieb. Juan Manuel Moreno wurde Ministerpräsident einer Koalitionsregierung des konservativen Partido Popular (PP) mit den liberalen Ciudadanos (Cs), die von der rechtspopulistischen Vox toleriert wurde. Bei der Wahl 2022 verloren die Ciudadanos alle bisherigen Sitze. Die Partido Popular legte stark zu und regiert seitdem mit einer absoluten Sitzmehrheit im Parlament.

## Wahlsystem
Nach dem Wahlgesetz besteht das Regionalparlament aus 109 Mitgliedern. Sie werden in acht Wahlkreisen gewählt, die den acht Provinzen Almería, Cádiz, Córdoba, Granada, Huelva, Jaén, Málaga und Sevilla entsprechen. Jeder Wahlkreis erhält acht Grundmandate, lediglich die danach verbleibenden 45 Sitze werden nach dem Verhältnis der Bevölkerungszahl auf die Wahlkreise verteilt.
Nach diesem Schlüssel ist bei der Wahl 2022 in den acht Wahlkreisen die folgende Anzahl von Abgeordneten zu wählen: Almería 12, Cádiz 15, Córdoba 12, Granada 13, Huelva 11, Jaén 11, Málaga 17, Sevilla 18.
Die Mandatsverteilung auf die Parteien erfolgt jeweils nur auf Wahlkreisebene. Die Stimmen werden zwischen den Wahlkreisen nicht verrechnet. Damit gehen die Stimmen verloren, die auf Parteien abgegeben werden, die im betreffenden Wahlkreis keinen Sitz erzielen konnten. In jedem Wahlkreis gilt eine Sperrklausel von 3 %. Die Sitzverteilung erfolgt nach dem D’Hondt-Verfahren.

## Wahldatum
Die Amtszeit des Parlaments von Andalusien endet vier Jahre nach dem Datum seiner letzten Wahl, es sei denn, es wird früher aufgelöst. Das Wahldekret wird spätestens am fünfundzwanzigsten Tag vor Ablauf des Parlaments erlassen und am folgenden Tag im Amtsblatt der Regionalregierung Andalusiens (BOJA) veröffentlicht; der Wahltag findet am vierundfünfzigsten Tag ab Veröffentlichung statt, wobei ein Datum vom 1. Juli bis 31. August ausgeschlossen ist. Die vorherige Wahl fand am 2. Dezember 2018 statt, was bedeutet, dass die Legislaturperiode am 2. Dezember 2022 abläuft. Das Wahldekret muss spätestens am 8. November 2022 in der BOJA veröffentlicht werden, wobei die Wahl am vierundfünfzigsten Tag nach der Veröffentlichung stattfindet, wobei der letzte mögliche Wahltermin für das Parlament am Sonntag, dem 1. Januar 2023 festgelegt wird.
Am 25. April 2022 verkündete Ministerpräsident Moreno, dass die Legislative vorzeitig aufgelöst und der Wahltermin auf den 19. Juni 2022 gelegt wird.

## Parteien und Kandidaten
Das Wahlgesetz erlaubt es Parteien und Verbänden, die im Innenministerium, in Koalitionen und Wählergruppen eingetragen sind, Kandidatenlisten vorzulegen. Parteien und Verbände, die beabsichtigen, vor einer Wahl eine Koalition zu bilden, müssen die zuständige Wahlkommission innerhalb von zehn Tagen nach der Wahl informieren, während Wählergruppen die Unterschrift von mindestens einem Prozent der Wähler in den Wahlkreisen, für die sie die Wahl anstreben, sicherstellen müssen, wobei sie es den Wählern verbieten, mehr als eine Kandidatenliste zu unterzeichnen.

Spitzenkandidaten der Parteien
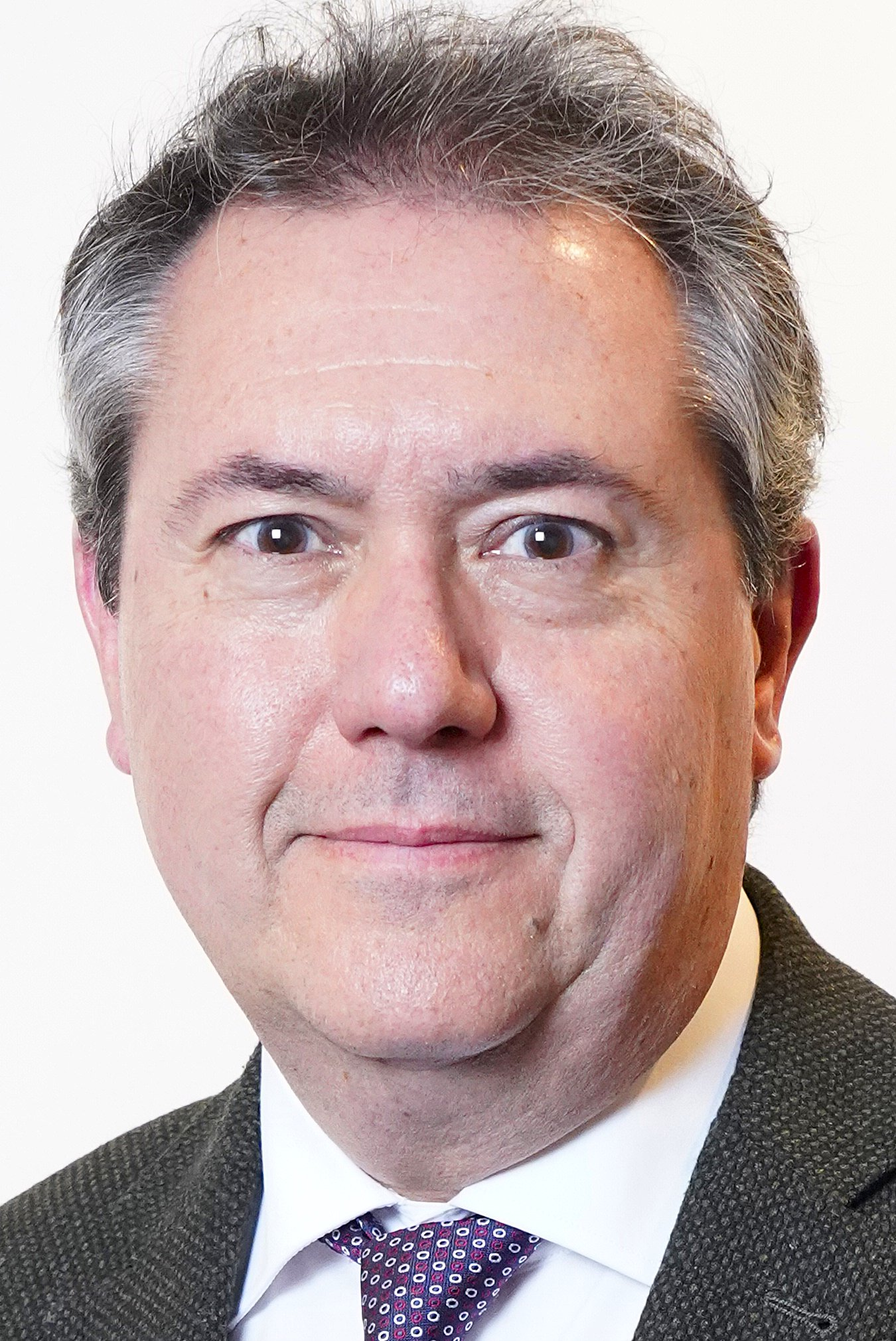
Juan Espadas (PSOE)
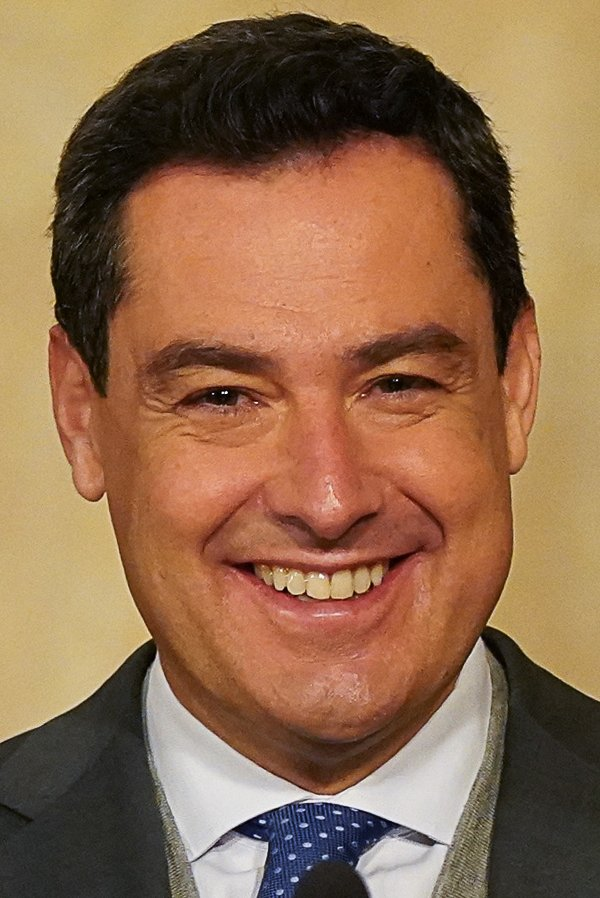
Juan Manuel Moreno (PP)
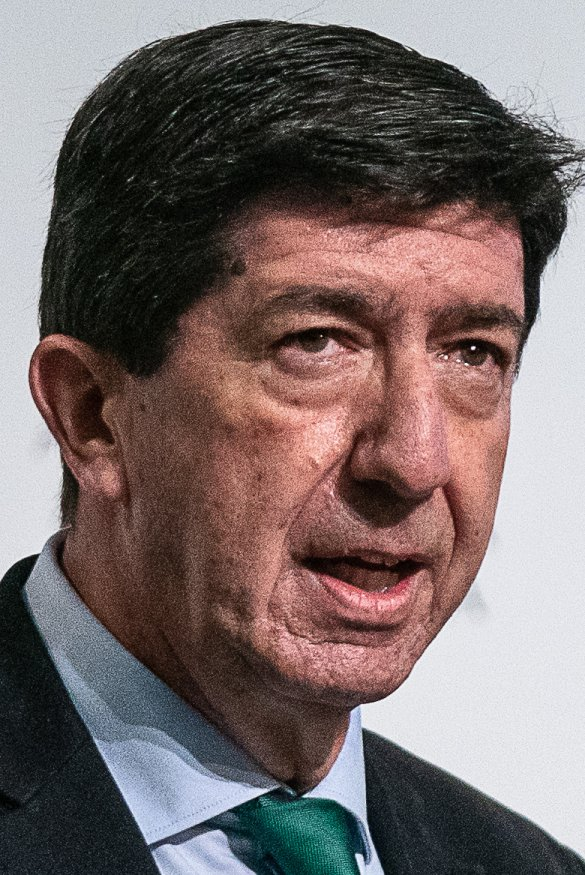
Juan Marín (Cs)
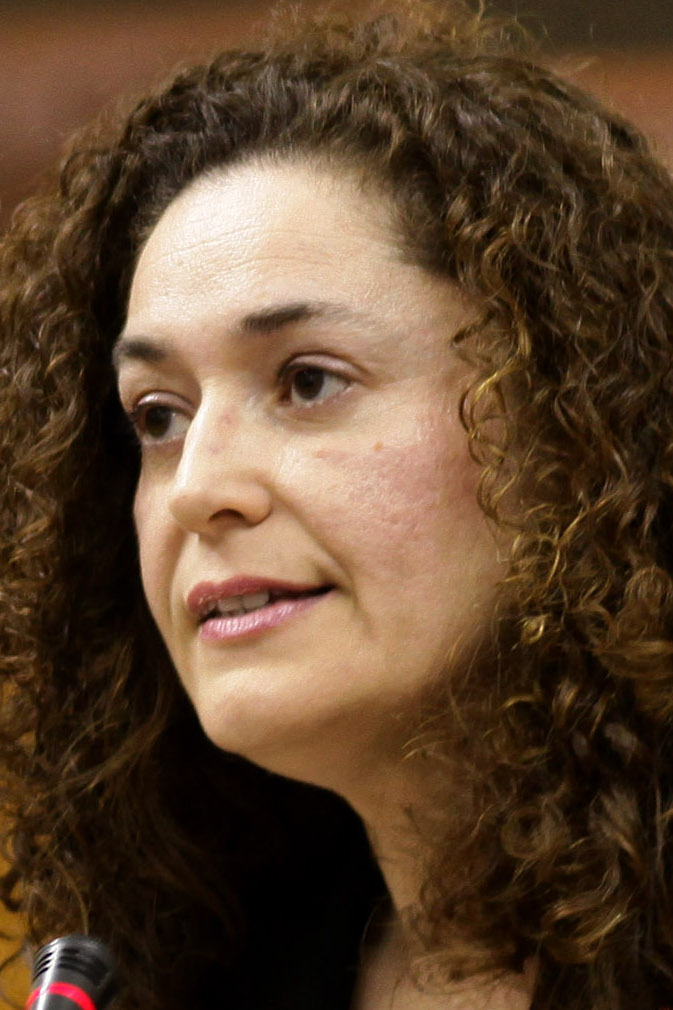
Inmaculada Nieto (PorA)
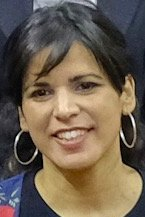
Teresa Rodríguez (AA)
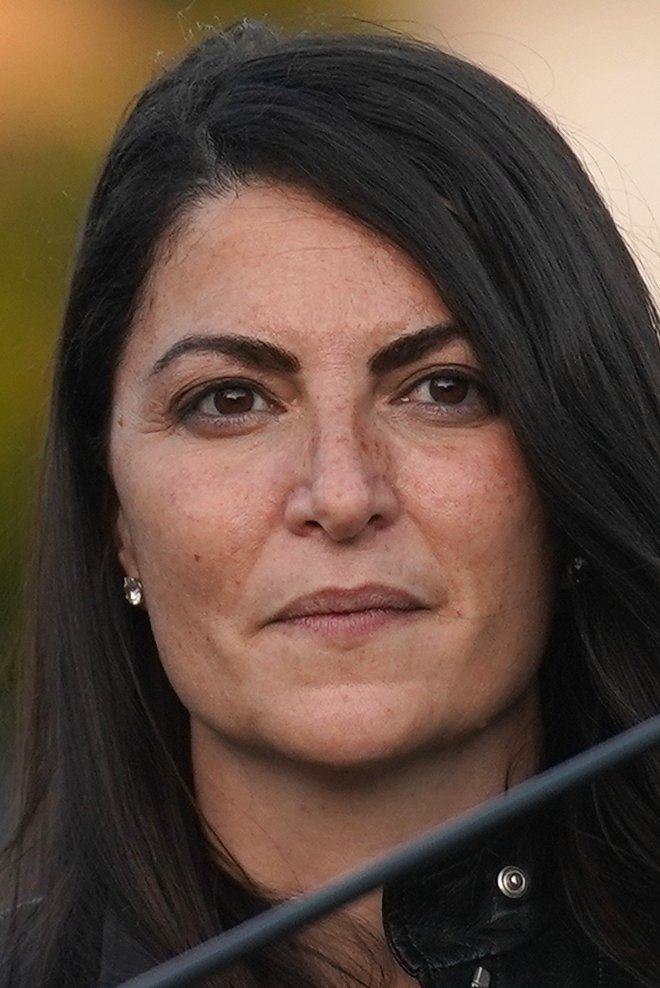
Macarena Olona (Vox)

## Umfragen
